# AvERP
AvERP ist eine lizenzkostenfreie, aber proprietäre Unternehmensplanungssoftware (Freeware) für die Warenwirtschaft und Produktionsplanung (ERP-System) der Bayreuther Firma Synerpy, die für den Mittelstand entwickelt wurde.
Die Anzahl der installierbaren Arbeitsplätze ist prinzipiell unbegrenzt, so dass auch die Skalierbarkeit der Software ohne weitere Kosten gegeben ist. AvERP ist mehrmandantenfähig.
Kosten entstehen dem Anwender ausschließlich durch die anfallenden Dienstleistungen für Anpassung und Einführung des Systems, wenn er diese nicht im eigenen Hause durchführen lassen möchte. Möglich wurde dieses Modell durch die Weiterverwertung einer Gemeinschaftsentwicklung von deutschen Unternehmen aus dem Bereich des Anlagen- und Maschinenbaus.

## Programmierung
AvERP besteht aus einem in Delphi programmierten Client-Programm und einer Firebird-Datenbank. Das Client-Programm ist eigentlich nur unter Windows lauffähig, lässt sich aber dank Wine beispielsweise auch unter Linux verwenden. Die Datenbank enthält neben den Daten auch die komplette Logik von AvERP. Das Client-Programm fungiert somit "nur" als Datenbankbrowser und ist somit auch auf älteren PCs lauffähig. Das Programm beinhaltet auch eine Pascal-ähnliche Scriptsprache, in der die Logik der Masken und das Design angepasst werden können.
Der Quellcode wird dem Anwender vollständig zur Verfügung gestellt. Dadurch ist die Software in Umfang und Technik transparent und erlaubt dem Anwender beliebige Anpassungen zur Optimierung der Prozesse. Die Anpassungen können nur über den beigefügten Designer mit eigener Scriptsprache mit Pascal-Syntax oder direkt in der Datenbank erfolgen. Der Anwender darf jedoch modifizierte Programmteile nicht an Dritte weitergeben. Jede Art von kostenpflichtiger Dienstleistung ist dem Hersteller und dem Kreis der zertifizierten Vertriebspartner vorbehalten.

## Historie
Die Anfangsentwicklung von AvERP fand zwischen 1998 und 2001 statt. Anfang 2001 erfolgten die ersten Installationen bei deutschen mittelständischen Unternehmen. Das Produkt wird nach marktwirtschaftlichen Grundsätzen weiterentwickelt.
Das Programm ist seit 2001 im Einsatz. Im Durchschnitt erfolgen 5.000 Downloads pro Monat.
- 1998 – Projektstart
- 2001 – Erste Installationen bei mittelständischen deutschen Unternehmen. Module: Einkauf, Verkauf, Fertigung, Lagerwesen, Inventur, Zeiterfassung, CAD-Verwaltung.
- 2003 – Erste Installation in Österreich.
- 2004 – Erste Installationen in Ungarn und Polen. Zusätzliche Module: Customer Relationship Management (CRM).
- 2005 – Erste Installation in der Schweiz. AvERP avanciert zum Marktführer für Open-Source-ERP-Lösungen im deutschsprachigen Raum. Zusätzliche Module: Management Informations System (MIS), Überarbeitung des Lagersystems (Supply Chain Management).
- 2006 – Erste Installationen in Spanien und Italien. Zusätzliche Module: Projektverwaltung, Mitarbeiterkapazitätsplanung.
- 2007 – Erste Installationen in Malta und Rumänien. Zusätzliche Module: Graphische Plantafel, Kapazitäts- und Fertigungsplanung, sowie ein Produktkonfigurator. Neue Benutzeroberfläche.